# Jurang Jero
Jurang Jero is een bestuurslaag in het regentschap Gunung Kidul van de provincie Jogjakarta, Indonesië. Jurang Jero telt 4280 inwoners (volkstelling 2010).